# Gens Caecinia
Die gens Caecinia mit dem Gentilnamen Caecina (etruskisch Ceicna) waren eine etruskische Familie aus Volterra, die nach der Eingliederung Etruriens in das Römische Reich als angesehene Familie (gens) fortbestand, die seit dem 1. Jahrhundert v. Chr. mehrere Senatoren stellte. Die weibliche Form des Namens war Caecinia.

## Mitglieder
- Aulus Caecina, Landbesitzer aus Volterra, für den Marcus Tullius Cicero seine Rede Pro A. Caecina hielt
- Aulus Caecina (Schriftsteller), Sohn des Landbesitzers Aulus Caecina, 1. Jahrhundert v. Chr.
- Aulus Caecina Alienus († um 79), Heerführer des Kaiser Vitellius
- Aulus Caecina Paetus, Verschwörer unter Kaiser Claudius
- Aulus Caecina Severus (* um 45 v. Chr.; † nach 21 n. Chr.), Suffektkonsul 1 v. Chr.
- Aulus Caecina Tacitus, Konsul 273
- Gaius Caecina Largus (Konsul 13), römischer Politiker, zuvor fälschlich als Aulus Caecina Largus identifiziert, noch davor fälschlich als Gaius Silus Aulus Caecina Largus mit Gaius Silius verwechselt, der im selben Jahr wie Largus ordentlicher Konsul war
- Gaius Caecina Largus (Konsul 42), römischer Politiker
- Flavius Caecina Decius Basilius, Konsul 463